# Moncourt
Moncourt és un municipi francès, situat al departament del Mosel·la i a la regió del Gran Est. L'any 2007 tenia 90 habitants.

## Demografia

### Població
El 2007 la població de fet de Moncourt era de 90 persones. Hi havia 28 famílies, de les quals 4 eren unipersonals (4 dones vivint soles i 4 dones vivint soles), 8 parelles sense fills, 12 parelles amb fills i 4 famílies monoparentals amb fills.
La població ha evolucionat segons el següent gràfic:
Habitants censats

### Habitatges
El 2007 hi havia 38 habitatges, 31 eren l'habitatge principal de la família, 4 eren segones residències i 3 estaven desocupats. 37 eren cases i 1 era un apartament. Dels 31 habitatges principals, 30 estaven ocupats pels seus propietaris i 1 estava llogat i ocupat pels llogaters; 1 tenia tres cambres, 5 en tenien quatre i 25 en tenien cinc o més. 30 habitatges disposaven pel capbaix d'una plaça de pàrquing. A 12 habitatges hi havia un automòbil i a 14 n'hi havia dos o més.

### Piràmide de població
La piràmide de població per edats i sexe el 2009 era:
| Homes | Edats   | Dones |
| ----- | ------- | ----- |
| 0     | 95 o +  | 0     |
| 0     | 90 a 94 | 0     |
| 0     | 85 a 89 | 0     |
| 0     | 80 a 84 | 0     |
| 4     | 75 a 79 | 8     |
| 8     | 70 a 74 | 0     |
| 0     | 65 a 69 | 8     |
| 4     | 60 a 64 | 4     |
| 4     | 55 a 59 | 0     |
| 0     | 50 a 54 | 0     |
| 0     | 45 a 49 | 4     |
| 4     | 40 a 44 | 0     |
| 4     | 35 a 39 | 4     |
| 4     | 30 a 34 | 0     |
| 0     | 25 a 29 | 0     |
| 0     | 20 a 24 | 0     |
| 0     | 15 a 19 | 8     |
| 4     | 10 a 14 | 4     |
| 4     | 5 a 9   | 4     |
| 0     | 0 a 4   | 0     |

## Economia
El 2007 la població en edat de treballar era de 41 persones, 28 eren actives i 13 eren inactives. De les 28 persones actives 25 estaven ocupades (13 homes i 12 dones) i 3 estaven aturades (2 homes i 1 dona). De les 13 persones inactives 1 estava jubilada, 3 estaven estudiant i 9 estaven classificades com a «altres inactius».
Activitats econòmiques
Dels 2 establiments que hi havia el 2007, 1 era d'una empresa de comerç i reparació d'automòbils i 1 d'una empresa de serveis.
L'any 2000 a Moncourt hi havia 5 explotacions agrícoles.

## Equipaments sanitaris i escolars
El 2009 hi havia una escola maternal integrada dins d'un grup escolar amb les comunes properes formant una escola dispersa.

## Poblacions més properes
El següent diagrama mostra les poblacions més properes.